# 鷹司任子
鷹司任子（1823年10月8日—1848年7月10日，即文政6年9月5日－嘉永元年6月10日），日本江戶幕府第13代將軍德川家定的元配。鷹司政熙二十三女，鷹司政通養女。初名為有君，法號為天親院。
文政11年（1828年）11月15日與家定定下婚約，天保2年（1831年）9月15日江戶城本丸入輿。天保12年（1841年）11月6日西之丸移居，11月21日舉行婚儀，被稱作御簾中（將軍世子的正室）。
於嘉永元年（1848年）6月10日，因發天花而以26歳齡死去。葬於寛永寺，追贈從二位。法名是天親院殿有誉慈仁智誠大姊。
由於任子是在家定就任將軍前逝世，因此並沒有獲得御台所的稱號。